# Glacier de la Diosaz
Le glacier de la Diosaz (prononcé Diose) est un glacier secondaire – rattaché au glacier Cook – situé à l'ouest de la Grande Terre des îles Kerguelen dans les Terres australes et antarctiques françaises.

## Toponymie
Le nom du glacier fait référence à un torrent haut-savoyard, la Diosaz, du massif des Aiguilles Rouges. Il est donné en novembre 1961 lors d'une mission de reconnaissance du plateau Central, conduite par Georges Polian et Georges Rens.

## Géographie
Le glacier de la Diosaz est un glacier de vallée et émissaire situé au sud-est du glacier Cook, auquel il est accolé ainsi qu'historiquement au glacier Ampère au nord (chacun contournant alors La Mortadelle par un versant).
Long d'environ 2,5 km, exposé au sud-est et il s'épanche en deux étroites langues glaciaires (historiquement localisées entre La Mortadelle (759 m) au nord et Les Trois Ménestrels (716 m) au sud) subissant un fort retrait de leurs fronts glaciaires depuis quelques décennies. Ce retrait dans la partie haute de la vallée menant à la plaine d'Ampère a donné naissance aux deux lacs de la Diosaz, dénommés grand et petit, qui alimentent la rivière de la Diosaz, également en cours de formation, rejoignant en aval la rivière Ampère pour se jeter dans la baie de la Table de l'océan Indien.